# Эспиноса, Николас
Николас Эспиноса (исп. Nicolás Espinoza, ноябрь 1795 — март 1845) — центральноамериканский военный и политический деятель.

## Биография
Родился в 1795 году в Тенансинго. Был заместителем правителя штата Сальвадор (который тогда входил в состав Федеративной Республики Центральной Америки) во время правления Хосе Марии Сильвы . Весной 1835 года был избран новым верховным правителем штата. В этой должности провёл реформу административно-территориального деления, разделил военную и политическую власть, ввёл табачную монополию, устроил распродажу необрабатываемых земель. Осенью 1835 года по распоряжению федерального президента Франсиско Морасана был заменён на Франсиско Гомеса де Альтамирано.